# De pe lumea ailaltă
De pe lumea ailaltă (în engleză From Beyond the Grave) este un film de groază regizat de Kevin Connor după un scenariu de . A fost produs în Regatul Unit de studiourile Amicus Productions și a avut premiera la 23 februarie 1973, fiind distribuit de Amicus Productions. Coloana sonoră este compusă de Douglas Gamley[*]. 
Este un film antologie bazat pe scrierile lui Ronald Chetwynd-Hayes și conține segmentele „The Gatecrasher”, „An Act of Kindness”, „The Elemental” și „The Door”.
A fost ultimul dintr-o serie de filme de antologie de la Amicus și a fost precedat de filmele Dr. Terror's House of Horrors (1965), Torture Garden (1967), The House That Dripped Blood (1970), Asylum (1972), Tales from the Crypt (1972) și The Vault of Horror (1973).

## Distribuție
Rolurile principale au fost interpretate de actorii:

Peter Cushing
Donald Pleasence
Ian Bannen[*]
Diana Dors
David Warner
Rosalind Ayres[*]
Margaret Leighton[*]
Lesley-Anne Down
Ian Ogilvy[*]
Jack Watson[*]
Nyree Dawn Porter[*]  .